# Przedsiębiorstwo Komunikacji Samochodowej w Prudniku
Przedsiębiorstwo Komunikacji Samochodowej w Prudniku (PKS Prudnik) – przedsiębiorstwo z siedzibą w Prudniku zajmujące się transportem zbiorowym (autobusowym) głównie na terenie powiatu prudnickiego, istniejące w latach 1980–2008 (od 2004 prywatna spółka).

## Historia
W latach 1953–1960 w Prudniku funkcjonowała stacja terenowa PKS-u okręgu katowickiego. W 1960 utworzono placówkę terenową PKS-u Nysa. PKS Prudnik został utworzony w 1980, i do 1990 działał jako oddział PKS w ramach dyrekcji w Opolu. 28 maja 1984 PKS Prudnik zaczął obsługiwać komunikację miejską w Prudniku.
W 1990 zlikwidowano dyrekcję okręgową i utworzono PPKS Prudnik. Prudnicki PKS obsługiwał gminy: Prudnik, Biała, Lubrza, Głogówek, Korfantów, Głuchołazy, Strzeleczki.
W 2004 prudnicki PKS został sprywatyzowany z udziałem Connex Polska. W 2008, w wyniku połączenia spółek PKS Connex Prudnik i PKS Connex Kędzierzyn-Koźle, utworzona została spółka Veolia Transport Opolszczyzna, w 2013 przejęta przez Arriva Bus Transport Polska.